# IFK Norrköping DFK
IFK Norrköping Dam är en damfotbollsförening i Norrköping. Klubben grundades 2009  som en egen förening och är sedan 2018 en del av IFK Norrköping. Spelar sedan säsongen 2023 i Damallsvenskan. Tränare Stellan Carlsson

## Historia
Inför seriestarten 2009 meddelade IFK Norrköping att de startar ett damlag för första gången sedan 1980-talet. Norrköpings Damfotbollförening, som hösten 2008 bildats av klubbarna Saltängens BK och Lindö FF, lyfts in som en sektion i det nya IFK Norrköping DFK. Klubbens första ordförande var Norrköpings kommunalråd Eva Andersson. Även Norrköpingsklubbarna Eneby, Smedby och Åby var inledningsvis i samarbetet om den nya elitklubben.
2009 debuterade laget i division 2 och året där efter vann de ligan . Efter kvalvinst mot Stuvsta IF med 1-0 flyttades IFK upp till division 1 inför säsongen 2011.
Säsongen 2012 missade laget uppflyttning till den nyinstiftade Elitettan, och spelade säsongen 2013 i division 1 Östra, vilken de också vann. I kvalet till Elitettan förlorade de mot Brommapojkarna och IFK Norrköping stannade därmed kvar i division 1.
2014 slutade IFK på tredje plats i division 1 efter Växjö DFF och IFK Kalmar. Inför säsongen 2015 tappade laget flera tongivande spelare, däribland Mathilda Johansson Prakt, Dafina Memedov och Emma Ekman som alla gick till klubbar i Elitettan.
2018 blev damlaget en del av den stora herrföreningen IFK Norrköping efter ett årsmötesbeslut. Och är sedan dess en förening. 
2020 vann IFK Norrköping division 1 och blev klara för Elitettan efter kval mot IK Rössö.
Den 29 oktober 2022 kvalificerade sig laget för spel i Damallsvenskan 2023.
Den 25 maj 2024 slog IFK Norrköping för första gången lokalkonkurrenten Linköping FC i ett historiskt östgötaderby på Parken i Norrköping, där Samantha Cary gjorde det enda målet på nick inför ca 4500 norrköpingssupportrar och en handfull linköpingssupportrar. Returmötet i Linköping, inför 2470 norrköpingssupportrar och en handfull linköpingssupportrar, slutade oavgjort och poängerna som hämtades mot konkurrenten bidrog till att man samma år slutade på en historisk 5e placering som Östergötlands bästa damlag. Samma år sålde IFK under sommaren norrköpingsdottern och stjärnspelaren My Cato till Crystal Palace.

## Placering tidigare säsonger
| Säsong | Nivå | Liga           | Placering | Referens | Notering                            |
| ------ | ---- | -------------- | --------- | -------- | ----------------------------------- |
| 2020   | 3    | Division 1     | 1         |          |                                     |
| 2021   | 2    | Elitettan      | 11        | [ 10 ]   |                                     |
| 2022   | 2    | Elitettan      | 2         | [ 11 ]   | Uppflyttad till Damallsvenskan 2023 |
| 2023   | 1    | Damallsvenskan | 9         | [ 12 ]   |                                     |
| 2024   | 1    | Damallsvenskan | 5         | [ 13 ]   |                                     |

## Färger
| IFK Norrköping | IFK Norrköping |

### Trikåer
| 2011, 2012 | 2014 | ? | 2021 |

## Spelartrupp 2023
Senast uppdaterad den: 27 mars 2023
| Nr | Land        | Pos | Namn             |
| -- | ----------- | --- | ---------------- |
| 1  | Sverige     | MV  | Sofia Hjern      |
| 29 | Nya Zeeland | MV  | Erin Nayler      |
| 30 | Sverige     | MV  | Tyra Berggården  |
| 2  | Kanada      | F   | Shannon Woeller  |
| 3  | Sverige     | F   | Clara Flenhagen  |
| 4  | Sverige     | F   | Ebba Handfast    |
| 6  | Sverige     | F   | Jennie Egeriis   |
| 20 | Sverige     | F   | Selma Cajlakovič |
| 21 | Kanada      | F   | Kristen Sakaki   |
| 24 | Sverige     | F   | Irma Cajlakovič  |
| 5  | Sverige     | MF  | My Cato          |
| 7  | Ghana       | MF  | Azumah Bugre     |
| 14 | Sverige     | MF  | Elsa Burvall     |

| Nr | Land       | Pos | Namn                |
| -- | ---------- | --- | ------------------- |
| 17 | Finland    | MF  | Vilma Koivisto      |
| 25 | Sverige    | MF  | Viktoria Veber      |
| 8  | Sverige    | A   | Molly Wiklander     |
| 9  | USA        | A   | Nicole Robertson    |
| 10 | Sverige    | A   | Wilma Leidhammar    |
| 11 | Sverige    | A   | Lisa Johansson      |
| 13 | Sverige    | A   | Thilde Alvberger    |
| 15 | Sverige    | A   | Lovisa Gustafsson   |
| 18 | Sverige    | A   | Stina Dahl Forslund |
| 19 | Sverige    | A   | Sabina Ravnell      |
| 22 | Australien | A   | Chelsie Dawber      |
| 23 | Island     | A   | Dilja Ýr Zomers     |

## Tränare[1]
- 2009-2011: Kent Hellström
- 2012: Patrik Persson, Sven-Olof Hjelm
- 2013: Robert Fyrberg
- 2014-2015: Kent Hellström
- 2016-2018: Anders Gahnström
- 2018: Tony Martinsson
- 2019-2021: Anna Eriksson
- 2021-2024: Tor-Arne Fredheim
- 2025-nu: Stellan Carlsson